# PSK63
PSK63 (z ang. Phase Shifting Keying, Baud 63) – modulacja radiowa sygnału cyfrowego polegająca na kluczowaniu fazy z prędkością 62,5 Bd, wykorzystywana w krótkofalarstwie do prowadzenia łączności w czasie rzeczywistym z wykorzystaniem klawiatury (tzw. chat). Jest dwukrotnie szybszą wersją popularnej modulacji PSK31.
W kwietniu 2003 roku, Skip Teller, KH6TY, twórca oprogramowania Digipan, poprosił Moe Wheatley (AE4JY) o dodanie możliwości obsługi trybu PSK63 w bibliotece PSKCore.dll (środowisko Windows). Nowa wersja biblioteki z obsługą PSK63 została wydana 23 maja 2003 roku. Następnie do tej samej biblioteki dodana została 24 września 2008 roku obsługa modulacji PSK125.
Dołączenie modulacji PSK63 do biblioteki DLL PSKCore przyczyniło się do rozbudowy istniejących aplikacji wykorzystywanych przez krótkofalowców o tę właśnie metodę transmisji. PSK63 obsługiwana jest przez wiele programów komputerowych. Aplikacje takie jak QuikPSK, MultiPSK czy PSK31 Deluxe potrafią odbierać nawet do 24 sygnałów jednocześnie. Dodatkowo QuikPSK posiada funkcję przesyłania niewielkich rozmiarów plików graficznych.
Podstawowe parametry modulacji PSK63:
- prędkość transmisji: 62,5 Bd, średnio 74 słów/min (wielkie litery) lub 102 słowa/min (małe litery)
- Szerokość pasma: ok. 160 Hz
- Minimalny SNR: -7 dB dla BPSK63 i -8 dB dla QPSK63

Modulacja PSK63 w ostatnich latach stała się na tyle popularna, że belgijskie królewskie stowarzyszenie krótkofalowców (UBA) każdego roku, w drugi weekend stycznia organizuje zawody w konkurencji PSK63